# Contea di Xiangzhou
La contea di Xiangzhou (象州县S, Xiàngzhōu XiànP) è una contea della Cina, situata nella regione autonoma di Guangxi e amministrata dalla prefettura di Laibin.